# Oberonia thomsenii
Oberonia thomsenii är en orkidéart som beskrevs av Johannes Jacobus Smith. Oberonia thomsenii ingår i släktet Oberonia och familjen orkidéer. Inga underarter finns listade i Catalogue of Life.